# کیلچکوویزنا
کیلچکوویزنا (به لهستانی:  Kielczykowizna) یک روستا در لهستان است که در گمینا پوشوینتنه (استان ماسوویان) واقع شده‌است.